# Banco de Sóller
El Banco de Sóller es un edificio modernista situado en la localidad de Sóller, en Mallorca (España). Está en la plaza de la Constitución (plaza de Calvo Sotelo entre 1936 y 1980), junto a la iglesia parroquial de San Bartolomé. Se trata de una obra del arquitecto catalán Juan Rubió. En el edificio destacan la gran portada y los elementos decorativos, que forman un conjunto con la iglesia. La incoación del expediente de declaración del Banco de Sóller como monumento histórico-artístico tuvo lugar en 1980.

## Historia
El Banco de Sóller, como entidad financiera, fue constituido en 1899 con el objetivo de competir con el Banco de Crédito Balear y captar el capital de los emigrantes de Sóller que retornaban de Francia y América. Fue absorbido por el Banco Hispano Americano en diciembre de 1943. En la actualidad, el edificio es propiedad del Banco Santander.